# سیاه‌دوله
سیاه‌دوله، روستایی از توابع بخش شاندرمن شهرستان ماسال در استان گیلان ایران است.

## جمعیت
این روستا در دهستان شیخ‌نشین قرار دارد و براساس سرشماری مرکز آمار ایران در سال ۱۳۸۵، جمعیت آن ۵۲۰ نفر (۱۴۱خانوار) بوده‌است.